# Fortín Lavalle
Fortín Lavalle är en ort i Argentina.   Den ligger i provinsen Chaco, i den norra delen av landet, 1 000 km norr om huvudstaden Buenos Aires. Fortín Lavalle ligger 112 meter över havet och antalet invånare är 687.
Terrängen runt Fortín Lavalle är mycket platt. Runt Fortín Lavalle är det mycket glesbefolkat, med 2 invånare per kvadratkilometer.. Närmaste större samhälle är Villa Río Bermejito, 7,1 km nordväst om Fortín Lavalle.
I omgivningarna runt Fortín Lavalle växer i huvudsak lövfällande lövskog.